# Coninomus constrictus
Coninomus constrictus är en skalbaggsart som beskrevs av Leonard Gyllenhaal 1827. Coninomus constrictus ingår i släktet Coninomus och familjen mögelbaggar. Inga underarter finns listade i Catalogue of Life.